# Sonate pour violon et piano no 2 de Farrenc
Pour les articles homonymes, voir Sonate pour violon et piano.
La Sonate pour violon et piano no 2 op. 39 en la majeur de Louise Farrenc est une œuvre de musique de chambre pour piano et violon composée en 1850.

## Historique
La Sonate pour violon et piano no 2 op. 39 de Louise Farrenc est composée en 1850. Elle est publiée vers 1851 par Aristide Farrenc, mari et éditeur de Louise Farrenc. L'œuvre est dédiée au violoniste Louis Sina, membre du Quatuor Schuppanzigh.

## Structure
L'œuvre se structure en quatre mouvements, :
1. Allegro grazioso à
2. Scherzo – Allegro à
3. Adagio à
4. Finale – Allegro à

## Analyse
Selon Ernest Reyer, il y a, dans cette sonate, « une virilité qui n’est pas le côté le moins saillant du talent de Mme Farrenc ». La mélodie du premier mouvement est d'une simplicité magistrale, et « l’aridité de la science y est fort habilement tempérée par le charme de l’inspiration et l’originalité des détails ».
La musicologue Bea Friedland note l'inversion des deux mouvements centraux, d'abord le Scherzo, réalisé dans un esprit Mendelssohnnien, avant le mouvement lent, noté Adagio.

## Réception
L'œuvre a été jouée le 25 novembre 1857, lors d'une soirée de concert de musique ancienne, Farrenc accompagnant au piano le violoniste Richard Hammer.

## Discographie
- Louise Farrenc: L'œuvre pour violon et piano, avec Gaëtane Prouvost (violon) et Laurent Cabasso (piano), Continuo Classics 1512037, 2007
- Louise Dumont Farrenc : Deux sonates de chambre, avec Nancy Oliveros (violon) et Mary Ellen Haupert (piano), Centaur Records, Inc., 2013